# Ternovîțea, Iavoriv
Ternovîțea (în ucraineană Терновиця) este localitatea de reședință a comunei Ternovîțea din raionul Iavoriv, regiunea Liov, Ucraina.

## Demografie
Componența lingvistică a localității Ternovîțea
     Ucraineană (99,62%)
     Alte limbi (0,38%)
Conform recensământului din 2001, majoritatea populației localității Ternovîțea era vorbitoare de ucraineană (99,62%), existând în minoritate și vorbitori de alte limbi.